# Rinako Hirasawa
Rinako Hirasawa (en japonés: 平沢里菜子) (Prefectura de Miyagi, 18 de mayo de 1983) es una actriz de películas pinky violence, AV Idol y gravure idol japonesa.

## Vida y carrera
Nació en la prefectura de Miyagi en mayo de 1983. Hirasawa tenía un trabajo a tiempo parcial en una sala de recreativos del Teatro Ōkura de Tokio, un lugar insigne en la capital nipona donde se daban largas sesiones de películas rosas o de pinky violence, sintiendo curiosidad por el género a través de los carteles y los avances que veía en sus turnos. Entró en la industria del entretenimiento en 2003 como actriz AV (AV Idol), donde se especializó en el género BDSM mientras trabajaba para importantes estudios AV como Moodyz, Soft On Demand, CineMagic y Wanz Factory.
Después de que apareciera en más de 40 producciones, Hirasawa hizo su debut en el cine pinky violence en 2005 con la producción Frog Song, del director Shinji Imaoka. Hirasawa interpretó el papel de Kyōko, una aspirante a dibujante de cómics que trabaja como prostituta. La cinta fue nombrada a Mejor película del año, e Hirasawa recibió el premio a Mejor actriz, segundo lugar, en el Pink Grand Prix. Unos meses más tarde, en octubre de 2005, protagonizó la comedia sexual The Strange Saga of Hiroshi the Freeloading Sex Machine, dirigida por Yūji Tajiri, que se mostró en el 14º Festival de Cine Raindance en septiembre de 2006. Hirasawa tenía el papel del interés amoroso complaciente del personaje principal de la película.
Después de mediados de 2005, Hirasawa se alejó del trabajo de video para adultos y se dedicó más a películas convencionales, obras de pinky violence y producciones de V-Cinema. En su última entrada en su blog AV en mayo de 2006, anunció que dejaría su agencia "GOT" y trabajaría como actriz autónoma, fuera de los contratos dirigidos por agencia. Según se informó, la película de 2007 del director Osamu Sato New Tokyo Decadence - The Slave se basó en las propias experiencias de Hirasawa. La película fue nombrada el noveno mejor lanzamiento rosa del año, e Hirasawa ganó el premio a la Mejor actriz por su actuación.